# Етьєн Дідо
Етьєн Дідо (фр. Étienne Didot, нар. 24 липня 1983, Пемполь) — французький футболіст, півзахисник клубу «Генгам».

## Ігрова кар'єра
У дорослому футболі дебютував 2001 року виступами за команду клубу «Ренн», в якій провів сім сезонів, взявши участь у 177 матчах чемпіонату. Більшість часу, проведеного у складі «Ренна», був основним гравцем команди.
До складу клубу «Тулуза» приєднався 2008 року. Наразі встиг відіграти за команду з Тулузи 148 матчів в національному чемпіонаті.

## Виступи за збірну
2003 року дебютував в офіційних матчах у складі молодіжної збірної Франції. У період з 2003 по 2007 рік провів у складі команди 16 матчів.